# فشنگ (فیلم)
فشنگ (به هندی: Kartoos) فیلمی محصول سال ۱۹۹۹ و به کارگردانی ماهش بات است. در این فیلم بازیگرانی همچون سانجی دات، جکی شروف، مانیشا کویرالا، گلشن گروور، جاسپال بهاتی ایفای نقش کرده‌اند.